# اینجیرو آسانوما
اینجیرو آسانوما (انگلیسی: Inejirō Asanuma; ۲۷ دسامبر ۱۸۹۸ – ۱۲ اکتبر ۱۹۶۰) سیاستمدار ژاپنی و رهبر حزب سوسیالیست ژاپن بود. آسانوما یکی از طرفداران جدی سوسیالیسم در ژاپن بعد از اشغال بود که به دلیل حمایت از حزب کمونیست چین و انتقاد از رابطه آمریکا و ژاپن شهرت یافت.

آسانوما هنگامی که در مناظره‌ای تلویزیونی در توکیو مشغول صحبت بود به دست یک ملی‌گرای افراطی به نام یاماگوچی اوتویا و به وسیله یک نوع شمشیر سنتی ژاپنی به نام واکیزاشی ترور شد. سیاسی تلویزیونی در توکیو صحبت می‌کرد، ترور شد . مرگ خشونت‌آمیز او با جزئیات کامل توسط میلیون‌ها ژاپنی در تلویزیون ملی دیده شد و باعث شوک و خشم گسترده عمومی شد.